# Sokolku pagasts
Sokolku pagasts er en territorial enhed i Viļānu novads i Letland. Pagasten havde 856 indbyggere i 2010 og omfatter et areal på 56,70 kvadratkilometer. Hovedbyen i pagasten er Strupļi.